# Olidiana pectinata
Olidiana pectinata är en insektsart som beskrevs av Nielson 1982. Olidiana pectinata ingår i släktet Olidiana och familjen dvärgstritar. Inga underarter finns listade i Catalogue of Life.